# Никола Несторовић (шахиста)
Никола Несторовић (Београд, 13. октобар 1989) је српски шаховски велемајстор.

## Шаховска каријера
Никола Несторовић је постао велемајстор крајем 2015. а 2018. је постао ФИДЕ шаховски тренер.